# Приз Луи Деллюка
Приз Луи́ Деллю́ка, также Премия Луи́ Деллю́ка (фр. Prix Louis-Delluc) — кинематографическая награда Франции. Ежегодно во вторую неделю декабря призами награждаются лучший французский фильм года и лучший режиссёрский дебют. Победители определяются жюри в составе 20 кинокритиков и деятелей искусств.
Награда была основана в 1937 году по решению Французской Академии 24 кинокритиками, в том числе Морисом Бесси и Марселем Идзковски. Вручается на память о французском режиссёре, кинокритике и теоретике кино Луи Деллюке (1890—1924) и считается самой престижной французской кинонаградой.

## Лауреаты

### Приз Луи Деллюка за лучший фильм

#### 1930-е

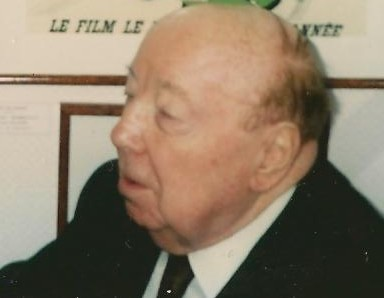
Марсель Карне

| Год  | Оригинальное название | Название на русском | Режиссёр(ы)   |
| ---- | --------------------- | ------------------- | ------------- |
| 1937 | Les Bas-fonds         | На дне              | Жан Ренуар    |
| 1938 | Le Puritain           | Пуританин           | Джефф Муссо   |
| 1939 | Le Quai des brumes    | Набережная туманов  | Марсель Карне |

#### 1940-е
| Год  | Оригинальное название    | Название на русском  | Режиссёр(ы)    |
| ---- | ------------------------ | -------------------- | -------------- |
| 1940 | не присуждался           | не присуждался       | не присуждался |
| 1941 | не присуждался           | не присуждался       | не присуждался |
| 1942 | не присуждался           | не присуждался       | не присуждался |
| 1943 | не присуждался           | не присуждался       | не присуждался |
| 1944 | не присуждался           | не присуждался       | не присуждался |
| 1945 | Espoir, sierra de Teruel | Надежда              | Андре Мальро   |
| 1946 | La Belle et la Bête      | Красавица и чудовище | Жан Кокто      |
| 1947 | Paris 1900               | Париж 1900           | Николь Ведре   |
| 1948 | Les Casse-Pieds          | Зануды               | Жан Древиль    |
| 1949 | Rendez-vous de juillet   | Свидание в июле      | Жак Беккер     |

#### 1950-е
| Год  | Оригинальное название         | Название на русском          | Режиссёр(ы)      |
| ---- | ----------------------------- | ---------------------------- | ---------------- |
| 1950 | Journal d’un curé de campagne | Дневник сельского священника | Робер Брессон    |
| 1951 | не присуждался                | не присуждался               | не присуждался   |
| 1952 | Le Rideau cramoisi            | Багряный занавес             | Александр Астрюк |
| 1953 | Les Vacances de M. Hulot      | Каникулы господина Юло       | Жак Тати         |
| 1954 | Les Diaboliques               | Дьяволицы                    | Анри-Жорж Клузо  |
| 1955 | Les Grandes Manœuvres         | Большие манёвры              | Рене Клер        |
| 1956 | Le Ballon rouge               | Красная пуля                 | Альбер Ламорис   |
| 1957 | Ascenseur pour l'échafaud     | Лифт на эшафот               | Луи Маль         |
| 1958 | Moi, un noir                  | Я, негр                      | Жан Руш          |
| 1959 | On n’enterre pas le dimanche  | По воскресеньям не хоронят   | Мишель Драш      |

#### 1960-е
| Год  | Оригинальное название       | Название на русском                | Режиссёр(ы)       |
| ---- | --------------------------- | ---------------------------------- | ----------------- |
| 1960 | Une aussi longue absence    | Столь долгое отсутствие            | Анри Кольпи       |
| 1961 | Un cœur gros comme ça       | Щедрое сердце                      | Франсуа Рейшенбах |
| 1962 | L’Immortelle                | Бессмертная                        | Ален Роб-Грийе    |
| 1962 | Le Soupirant                | Вздыхатель                         | Пьер Этекс        |
| 1963 | Les Parapluies de Cherbourg | Шербурские зонтики                 | Жак Деми          |
| 1964 | Le Bonheur                  | Счастья                            | Аньес Варда       |
| 1965 | La Vie de château           | Жизнь богачей                      | Жан-Поль Раппно   |
| 1966 | La Guerre est finie         | Война окончена                     | Ален Рене         |
| 1967 | Benjamin                    | Бенжамен, или Дневник девственника | Мишель Девиль     |
| 1968 | Baisers volés               | Украденные поцелуи                 | Франсуа Трюффо    |
| 1969 | Les Choses de la vie        | Мелочи жизни                       | Клод Соте         |

#### 1970-е
| Год  | Оригинальное название         | Название на русском                 | Режиссёр(ы)        |
| ---- | ----------------------------- | ----------------------------------- | ------------------ |
| 1970 | Le Genou de Claire            | Колено Клер                         | Эрик Ромер         |
| 1971 | Rendez-vous à Bray            | Свидание в Бре                      | Андре Дельво       |
| 1972 | État de siège                 | Осадное положение                   | Коста-Гаврас       |
| 1973 | L’Horloger de Saint-Paul      | Часовщик из Сен-Поля                | Бертран Тавернье   |
| 1974 | La Gifle                      | Пощёчина                            | Клод Пиното        |
| 1975 | Cousin, cousine               | Кузен, кузина                       | Жан Шарль Таккелла |
| 1976 | Le Juge Fayard dit Le Shériff | Следователь Файяр по прозвищу Шериф | Ив Буассе          |
| 1977 | Diabolo menthe                | Мятная содовая                      | Диана Кюрис        |
| 1978 | L’Argent des autres           | Чужие деньги                        | Кристиан Де Шалонж |
| 1979 | Le Roi et oiseau              | Король и Пересмешник                | Поль Гримо         |

#### 1980-е
| Год  | Оригинальное название | Название на русском  | Режиссёр(ы)       |
| ---- | --------------------- | -------------------- | ----------------- |
| 1980 | Un étrange voyage     | Странное путешествие | Ален Кавалье      |
| 1981 | Une étrange affaire   | Странное дело        | Пьер Гранье-Дефер |
| 1982 | Danton                | Дантон               | Анджей Вайда      |
| 1983 | À Nos Amours          | За наших любимых     | Морис Пиала       |
| 1984 | La Diagonale du fou   | Диагональ слона      | Ришар Дембо       |
| 1985 | L’Effrontée           | Дерзкая девчонка     | Клод Миллер       |
| 1986 | Mauvais Sang          | Дурная кровь         | Лео Каракс        |
| 1987 | Soigne ta droite      | Держитесь дело       | Жан-Люк Годар     |
| 1987 | Au revoir les enfants | До свидания, дети    | Луи Маль          |
| 1988 | La Lectrice           | Чтица                | Мишель Девиль     |
| 1989 | Un monde sans pitié   | Мир без сожаления    | Эрик Рошан        |

#### 1990-е
| Год  | Оригинальное название           | Название на русском      | Режиссёр(ы)      |
| ---- | ------------------------------- | ------------------------ | ---------------- |
| 1990 | Le Petit Criminel               | Малый бандит             | Жак Дуайон       |
| 1990 | Le Mari de la coiffeuse         | Муж парикмахерши         | Патрис Леконт    |
| 1991 | Tous les matins du monde        | Все утра мира            | Ален Корно       |
| 1992 | Le Petit Prince a dit           | Маленький принц сказал   | Кристина Паскаль |
| 1993 | Smoking / No Smoking            | Курить/Не курить         | Ален Рене        |
| 1994 | Les Roseaux sauvages            | Дикий тростник           | Андре Тешине     |
| 1995 | Nelly et Monsieur Arnaud        | Нелли и месье Арно       | Клод Соте        |
| 1996 | Y aura-t-il de la neige à Noël? | Этот снег для Рождества? | Сандрин Вейссе   |
| 1997 | On connaît la chanson           | Известные старые песни   | Ален Рене        |
| 1997 | Marius et Jeannette             | Мариус и Жаннетт         | Робер Гедигян    |
| 1998 | L’Ennui                         | Тоска                    | Седрик Кан       |
| 1999 | Adieu, plancher des vaches !    | Истина в вине            | Отар Иоселиани   |

#### 2000-е
| Год  | Оригинальное название                               | Название на русском                     | Режиссёр(ы)     |
| ---- | --------------------------------------------------- | --------------------------------------- | --------------- |
| 2000 | Merci pour le chocolat                              | Спасибо за шоколад                      | Клод Шаброль    |
| 2001 | Intimité                                            | Интим                                   | Патрис Шеро     |
| 2002 | Être et avoir                                       | Быть и иметь                            | Николас Филибер |
| 2003 | Трилогия: Cavale / Un couple épatant / Après la vie | Побег / Удивительная пара / После жизни | Люка Бельво     |
| 2003 | Les Sentiments                                      | Чувства                                 | Ноэми Львовски  |
| 2004 | Rois et Reine                                       | Короли и королева                       | Арно Деплешен   |
| 2005 | Les Amants réguliers                                | Постоянные любовники                    | Филипп Гаррель  |
| 2006 | Lady Chatterley                                     | Леди Чаттерлей                          | Паскаль Ферран  |
| 2007 | La Graine et le Mulet                               | Кус-кус и барабулька                    | Абделатиф Кешиш |
| 2008 | La Vie moderne                                      | Современная жизнь                       | Раймон Депардон |
| 2009 | Un prophete                                         | Пророк                                  | Жак Одиар       |

#### 2010-е

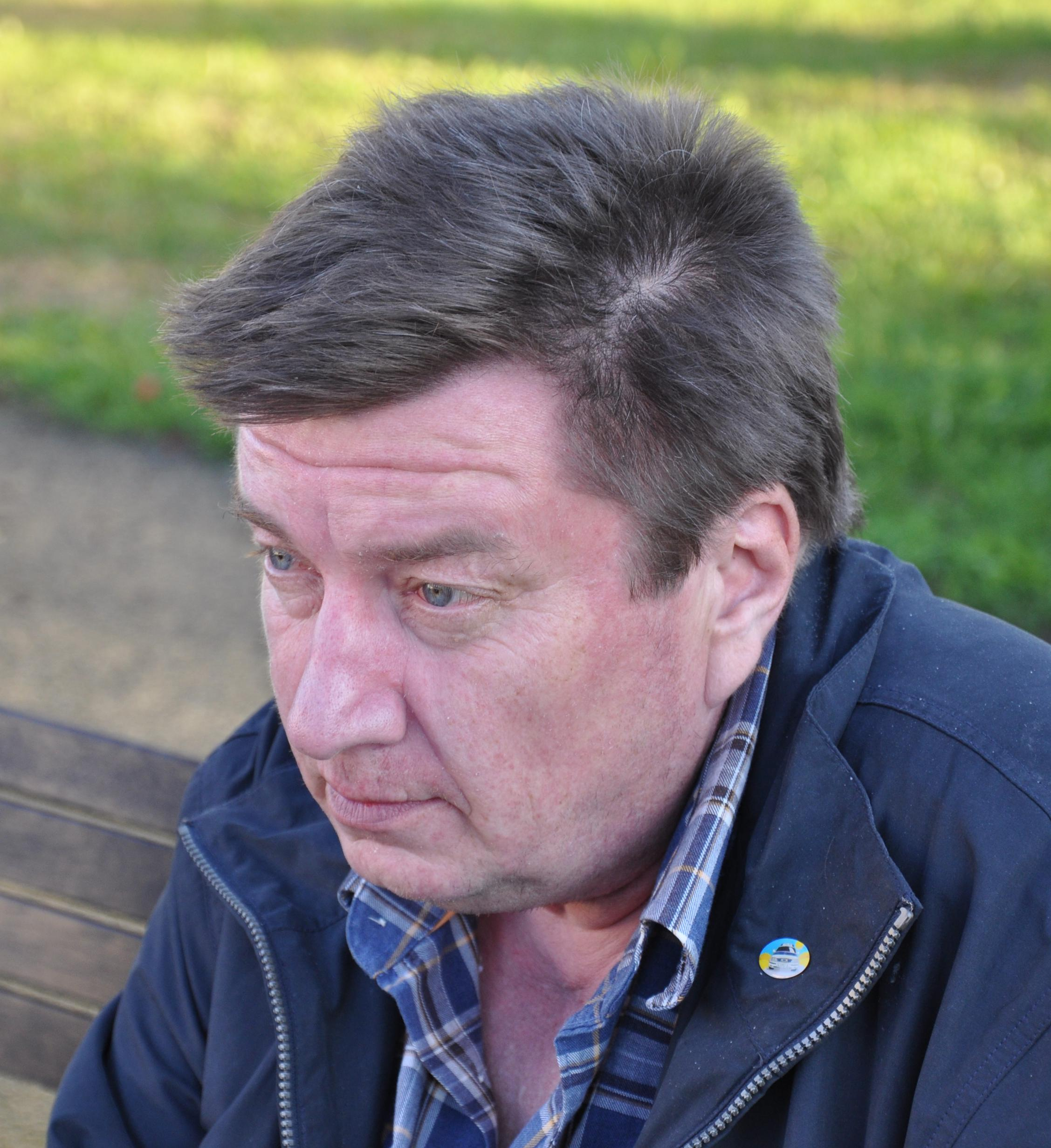
Аки Каурисмяки

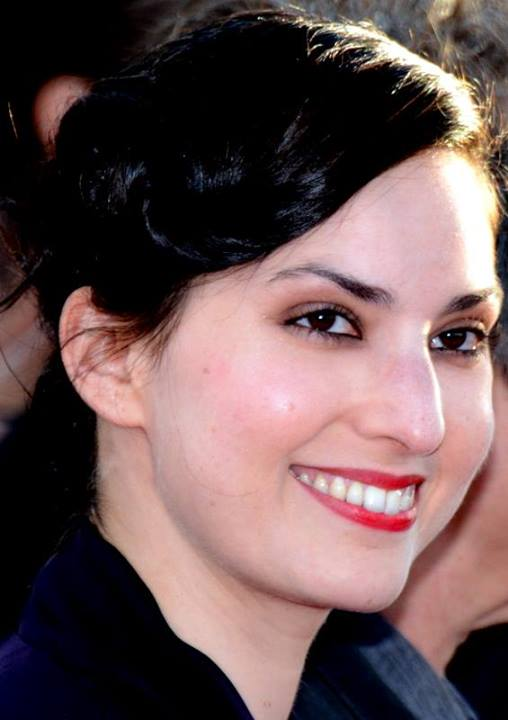
Ребекка Злотовски

| Год  | Оригинальное название          | Название на русском  | Режиссёр(ы)     |
| ---- | ------------------------------ | -------------------- | --------------- |
| 2010 | Mistérios de Lisboa            | Лиссабонские тайны   | Рауль Руис      |
| 2011 | Le Havre                       | Гавр                 | Аки Каурисмяки  |
| 2012 | Les Adieux à la reine          | Прощай, моя королева | Бенуа Жако      |
| 2013 | La Vie adèle — Chapitres 1 & 2 | Жизнь Адель          | Абделатиф Кешиш |
| 2014 | Sils Maria                     | Зильс-Мария          | Оливье Ассаяс   |
| 2015 | Fatima                         | Фатима               | Филипп Фокон    |
| 2016 | Une Vie                        | Жизнь                | Стефан Бризе    |
| 2017 | Barbara                        | Барбара              | Матьё Амальрик  |

### Приз Луи Деллюка за лучший дебютный фильм

#### 1990-е
| Год  | Оригинальное название | Название на русском | Режиссёр(ы)       |
| ---- | --------------------- | ------------------- | ----------------- |
| 1999 | Voyages               | Путешествия         | Эммануэль Финкель |

#### 2000-е
| Год  | Оригинальное название                          | Название на русском             | Режиссёр(ы)               |
| ---- | ---------------------------------------------- | ------------------------------- | ------------------------- |
| 2000 | Ressources humaines                            | Человеческие ресурсы            | Лоран Канте               |
| 2001 | Toutes les nuits                               | Все ночи                        | Эжен Грин                 |
| 2002 | Wesh wesh, qu’est-ce qui se passe?             | Что происходит?                 | Рабех Аммер-Займеш        |
| 2003 | Il est plus facile pour un chameau…            | Легче верблюду                  | Валерия Бруни-Тедески     |
| 2004 | Quand la mer monte…                            | Когда на море прилив…           | Иоланда Моро и Жиль Порте |
| 2005 | Douches froides\|Cold Showers\|Douches froides | Холодный душ                    | Антони Кордье             |
| 2006 | Le Pressentiment                               | Предчувствие                    | Жан-Пьер Дарруссен        |
| 2007 | Naissance des pieuvres                         | Водяные лилии                   | Селин Сьямма              |
| 2007 | Tout est pardonné                              | Все прощено                     | Миа Хансен-Лёве           |
| 2008 | L’Apprenti                                     | Новичок                         | Самуэль Колларде          |
| 2009 | qu’un seul tienne et les autres suivront       | Нам бы только день простоять... | Леа Фенер                 |

#### 2010-е
| Год  | Оригинальное название | Название на русском | Режиссёр(ы)       |
| ---- | --------------------- | ------------------- | ----------------- |
| 2010 | Belle Épine           | Прекрасная заноза   | Ребекка Злотовски |
| 2011 | Donoma                | Доном               | Джинн Карренар    |
| 2012 | Louise Wimmer         | Луиза Виммер        | Сириль Меннаган   |
| 2013 | Vandal                | Вандал              | Элье Систерн      |
| 2014 | Les Combattants       | Истребители         | Тома Кайе         |
| 2015 | Le Grand Jeu          | Большая игра        | Николя Парисер    |
| 2016 | Gorge cœur ventre     | Натюрморт           | Мод Альпи         |
| 2017 | Grave                 | Сырое               | Жюлия Дюкурно     |
| 1997 | Jusqu'à la garde      | Опека               | Ксавье Легран     |
| 1997 | Les Garçons sauvages  | Дикие парни         | Бертран Мандико   |